# Bahía Carlita
Bahía Carlita es una bahía ubicada en la costa oeste de la Bahía Cumberland Oeste (o Grande), entre el glaciar Neumayer y la punta Islote, en la isla San Pedro de las islas Georgias del Sur.

## Historia
En idioma inglés, el sitio fue llamado bahía Horseshoe, probablemente durante la inspección del HMS Dartmouth en 1920, pero este nombre fue cambiado más tarde para una bahía cerca al sur del cabo George, a 24 kilómetros de distancia. Un nuevo nombre, Carlita fue propuesto por el Comité de Topónimos Antárticos del Reino Unido en 1957, haciendo referencia a un barco ballenero construido en 1907 y propiedad de la Compañía Argentina de Pesca, que lo utilizó para la caza de ballenas y transporte en general.